# Elènia olivàcia
L'elènia olivàcia (Elaenia mesoleuca) és un ocell de la família dels tirànids (Tyrannidae).

## Hàbitat i distribució
Habita els boscos del sud-est del Brasil, Paraguai i nord-est de l'Argentina.